# Билык, Роман Витальевич
Рома́н Вита́льевич Би́лык (псевдоним — Ро́ма Зверь; род. 7 декабря 1977, Таганрог, СССР) — российский рок-музыкант, певец, композитор, поэт-песенник, солист и лидер группы «Звери», актёр.

## Биография
Родился 7 декабря 1977 года в Таганроге, с 1989 по 1993 годы жил на Украине, в Мариуполе, некоторое время – в Киеве. В школе увлёкся гитарой, стал писать песни, исполнять их вместе с друзьями. Создал группу «Асимметрия». Окончил строительное ПТУ № 23 в Таганроге, а потом Донской межрегиональный колледж строительства и экономики.
В 2000 году приехал в Москву, осенью 2000 года познакомился с композитором и режиссёром клипов Александром Войтинским.

### Группа «Звери»
В 2000 году была создана группа «Звери».

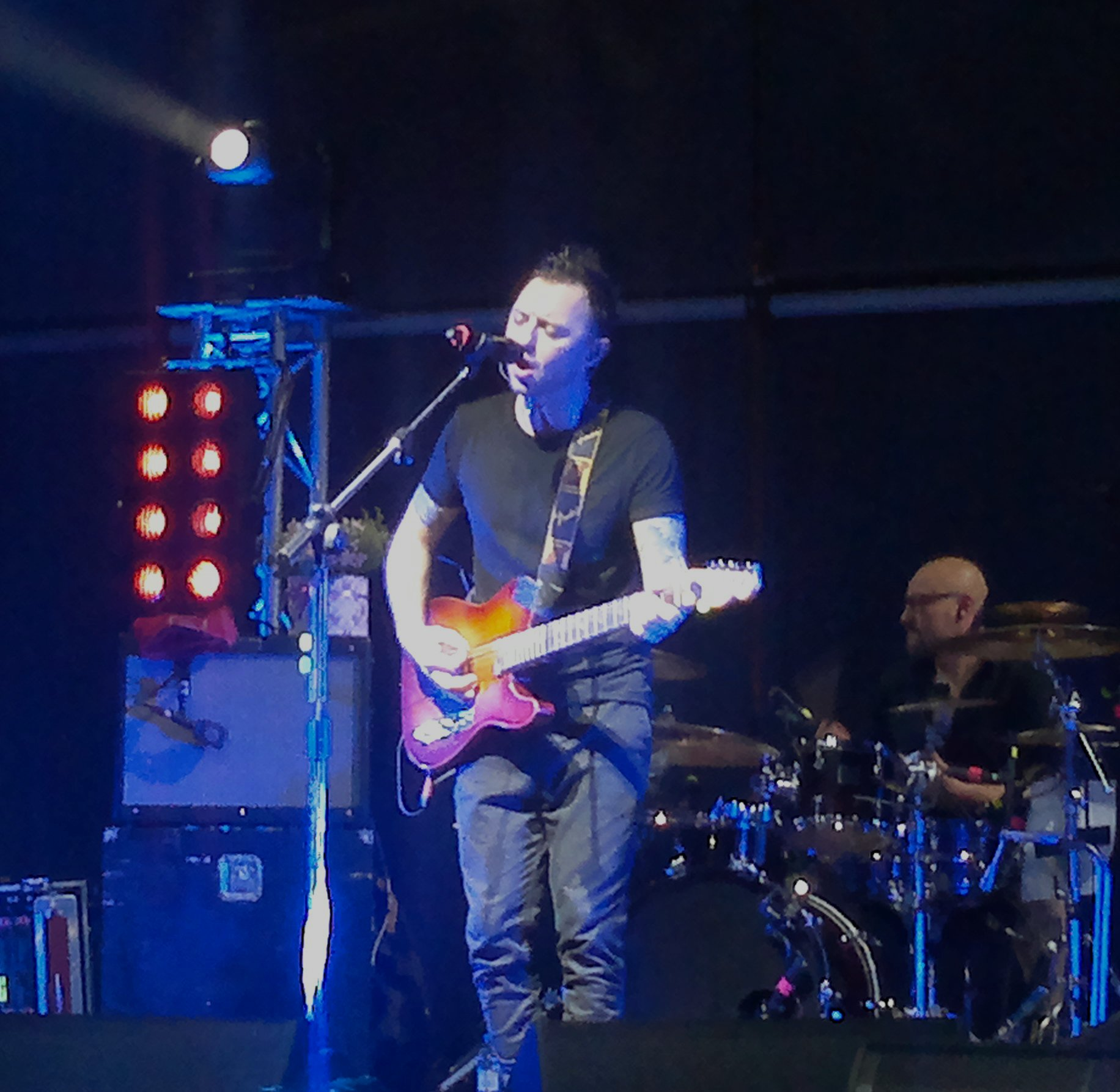
Роман Билык в Баку (Азербайджан) (10 июня 2016 г, Electra Event Hall)

В 2003 году у группы вышел дебютный альбом «Голод».
26 марта 2004 года группа «Звери» собирает концертную площадку «Лужники».
В 2005 году группа вошла в список самых богатых российских звёзд, согласно журналу Forbes. На премии Муз-ТВ группа побеждала в номинации «Лучшая рок-группа» 9 раз.

### Другое творчество
В 2011 году музыкант выпустил линию одежды под брендом «3veri», презентация которой прошла в Москве 7 апреля 2011 года. С 22 мая 2011 года по 14 августа 2011 года вместе с Виктором Вержбицким вёл программу «Игра» на телеканале «НТВ».
В 2014 году окончил режиссёрские курсы.
В октябре 2016 года на территории «Красного октября» в Москве открылась фотовыставка работ музыканта «Моменты».
В 2018 году сыграл роль Майка Науменко в фильме «Лето». В 2018 году получил отдельную премию в рамках Каннского кинофестиваля за лучший саундтрек к этому фильму (вместе с Германом Осиповым). Стал победителем в номинации «Открытие года» премии «Ника» за фильм «Лето».

## Семья
- Отец — Виталий Евгеньевич Билык (13.10.1949), украинец[1], работал токарем на заводе «Красный котельщик»[5][9].
- Мать — Светлана Борисовна Билык, русская[9], проработала 20 лет водителем такси, потом работала продавцом небольшого передвижного ларька, была автогонщицей[4][10][11].
- Братья — старший, Эдуард Витальевич Билык (род. 1974), и младший, Павел Игоревич Билык (род. 1986)[4].
- Жена — Марина Королёва (05.05.1982) (с 2004 года), бывшая модель[12].
  - Дочь Ольга (род. 21 февраля 2008).
  - Дочь Зоя (род. 9 июля 2015)[13].

## Общественная позиция
В 2019 году принял участие в записи песни в поддержку арестованных по делу «Нового величия». В 2020 году выступил против голосования по поправкам к Конституции. Выступил в защиту режиссёра Кирилла Серебренникова из-за преследования по делу «Седьмой студии», заявив «По этому суду мы видим, как к нам относится власть. Мы для неё никто». После аннексии Крыма воздержался от концертов в Крыму, заявив, что не хочет создавать конфликтов из-за выступления на «непростой территории».
В 2022 году осудил вторжение России на Украину, заявив «Группа Звери против войны! Как и все здравомыслящие люди, мы против любых военных действий». После этого было отменено его участие в концерте в рамках ПМЭФ в 2023 году из-за жалоб на его антивоенную позицию. Позже, в конце августа 2023 года, Билык сменил позицию на пророссийскую, удалил все антивоенные посты из соцсетей и выступил в оккупированной Донецкой области перед оккупантами Украины. Позднее Билык записал песню как ответ россиянам, которые выступают против войны и которые подвергли певца критике после его поездки.

## Дискография

### Сольные альбомы
- 2020 — Колыбельные

### Звери
Студийные альбомы
- 2003 — Голод
- 2004 — Районы-кварталы
- 2006 — Когда мы вместе, никто не круче
- 2008 — Дальше
- 2011 — Музы
- 2014 — Один на один
- 2016 — Страха нет
- 2023 — На синем трамвае
- 2024 — Фолк

Мини-альбомы
- 2015 — Майские ленты (саундтрек к мини-сериалу «Майские ленты»)
- 2017 — Друзья по палате
- 2018 — Вино и космос
- 2018 — Звери в зоопарке (саундтрек к фильму «Лето»)
- 2018 — 10
- 2019 — У тебя в голове
- 2020 — Одинокому везде пустыня

Компиляции
- 2005 — Зверимиксы[30] (ремикс-альбом)
- 2005 — Караоке (альбом-караоке)
- 2013 — Лучшие (сборник)
- 2014 — Всё лучшее в одном (сборник)
- 2020 — Рома Зверь. Колыбельные (сборник)

Концертные альбомы
- 2009 — Акустика
- 2020 — Звери на карантине

Радиосинглы
| Год  | Название                | Чарты           | Чарты          | Чарты          | Чарты           | Чарты        | Чарты                 | Чарты            | Альбом                          |
| Год  | Название                | General Airplay | Russia Airplay | Moscow Airplay | Ukraine Airplay | Kiev Airplay | Audience Choice Chart | Итоговый годовой | Альбом                          |
| ---- | ----------------------- | --------------- | -------------- | -------------- | --------------- | ------------ | --------------------- | ---------------- | ------------------------------- |
| 2003 | Дожди-пистолеты         | 66              | -              | -              | -               | -            | -                     | -                | Голод                           |
| 2003 | Всё, что касается       | 8               | 208            | 200            | 138             | 110          | -                     | 101              | Районы-кварталы                 |
| 2004 | Маленькая с             | 100             | -              | -              | -               | -            | -                     | -                | Голод                           |
| 2004 | Районы-кварталы         | 106             | 175            | 69             | 216             | 233          | -                     | -                | Районы-кварталы                 |
| 2004 | Южная ночь              | 30              | -              | 191            | -               | 353          | -                     | -                | Районы-кварталы                 |
| 2004 | Южная ночь (RMX)        | 18              | -              | -              | -               | -            | -                     | 90               | Зверимиксы                      |
| 2004 | Напитки покрепче        | 7               | 261            | 13             | 396             | -            | -                     | 23               | Районы-кварталы                 |
| 2004 | Несе Галя воду          | 189             | -              | -              | -               | -            | -                     | -                | -                               |
| 2005 | Снегопад                | 57              | -              | -              | -               | -            | -                     | -                | Когда мы вместе, никто не круче |
| 2005 | Запомни меня            | 105             | -              | 110            | -               | -            | -                     | -                | Районы-кварталы                 |
| 2005 | Районы Кварталы (Remix) | 109             | -              | -              | -               | -            | -                     | -                | Зверимиксы                      |
| 2005 | Для тебя (S-Fulikon)    | 68              | -              | -              | -               | -            | -                     | 129              | Голод                           |
| 2005 | Рома, извини            | 2               | -              | 4              | -               | -            | 6                     | 45               | Когда мы вместе, никто не круче |
| 2006 | До скорой встречи       | 1               | 221            | 1              | 245             | 264          | 3                     | 1                | Когда мы вместе, никто не круче |
| 2006 | Танцуй                  | 7               | -              | 25             | -               | -            | 6                     | 61               | Когда мы вместе, никто не круче |
| 2006 | Рома, извини (Remix)    | 144             | -              | -              | -               | -            | 69                    | -                | Зверимиксы                      |
| 2007 | Брюнетки и блондинки    | 65              | -              | 96             | -               | -            | 12                    | 170              | Дальше                          |
| 2007 | Тебе                    | 60              | -              | 108            | -               | 204          | 21                    | 144              | Дальше                          |
| 2008 | Я с тобой               | 40              | 439            | 64             | 288             | 17           | 5                     | 78               | Дальше                          |
| 2009 | Я с тобой (Remix)       | 147             | -              | -              | -               | -            | -                     | -                | Дальше                          |
| 2009 | Говори                  | 27              | -              | 33             | -               | 79           | 55                    | 119              | Дальше                          |
| 2010 | Любовь одна виновата    | 20              | 202            | 16             | 155             | 128          | 36                    | 57               | -                               |
| 2010 | Никому                  | 214             | -              | -              | 395             | -            | 155                   | -                | Музы                            |
| 2011 | RnR                     | 165             | 285            | 190            | -               | -            | 144                   | -                | Музы                            |
| 2011 | Кнопки                  | 205             | 474            | -              | 494             | -            | 88                    | -                | Музы                            |
| 2012 | Мы ждём перемен         | 202             | 208            | -              | -               | -            | 59                    | -                | Музы                            |
| 2012 | Солнце за нас           | 120             | 208            | -              | 460             | -            | 28                    | -                | Музы                            |
| 2012 | Никуда не надо          | 80              | 101            | 163            | 86              | 133          | 13                    | 148              | Музы                            |
| 2013 | Молодёжь                | 228             | -              | -              | -               | -            | 87                    | -                | Один на один                    |
| 2013 | Всё впереди             | 166             | -              | -              | 176             | 411          | 106                   | -                | -                               |
| 2017 | Танцуй-2                | -               | -              | -              | -               | -            | -                     | -                | Вино и космос                   |
| 2024 | Небо в алмазах          | -               | -              | -              | -               | -            | -                     | -                | Фолк                            |

«—» песня отсутствовала в чарте